# 熊本ラジオ放送所

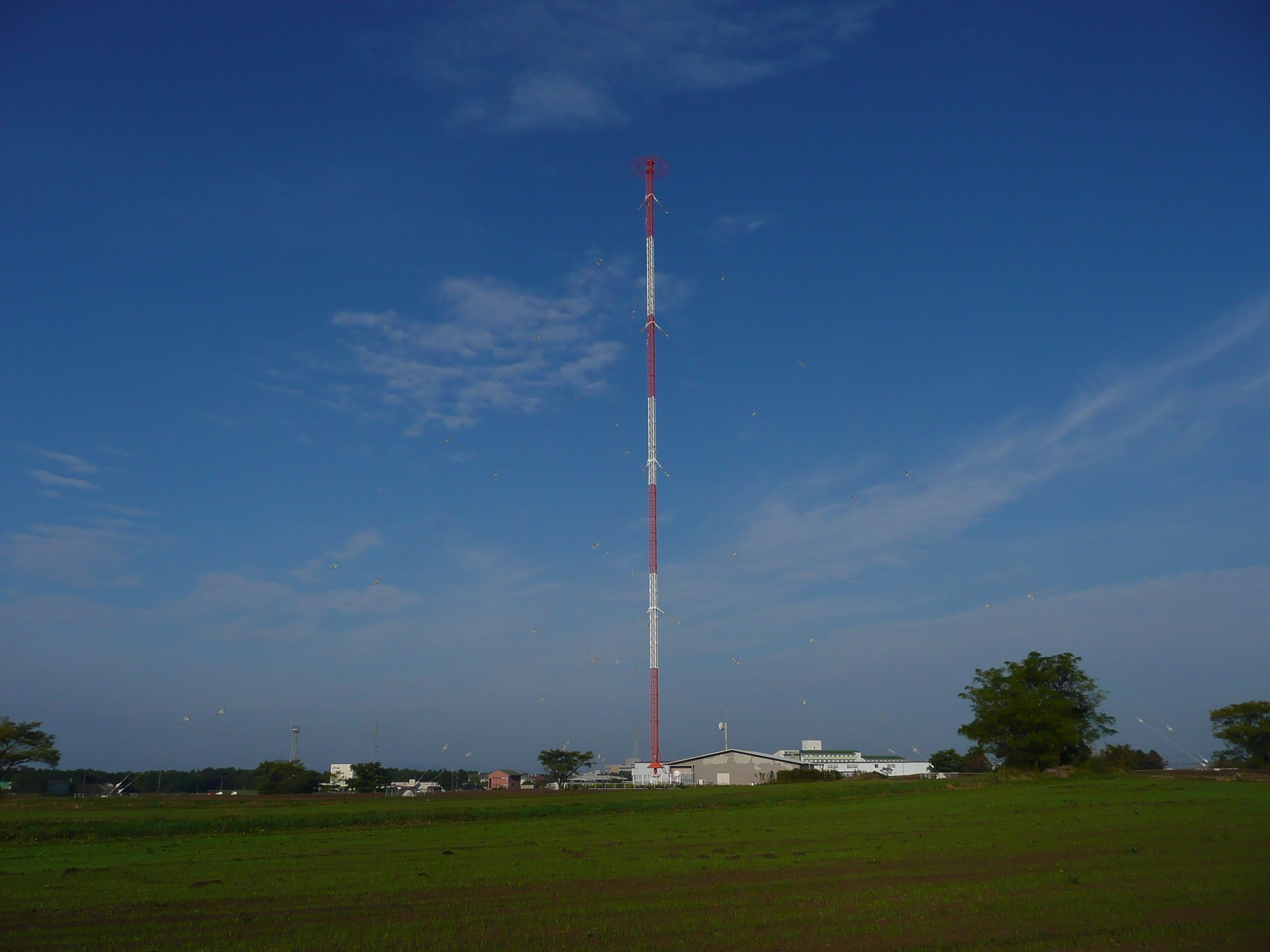
大津ラジオ放送所（NHKラジオ第2放送、JOGB、873kHz、500kW）

熊本ラジオ放送所（くまもとラジオほうそうじょ）は、熊本県の熊本市北区・菊池郡大津町・合志市の計3ヵ所に設けている、AMラジオ放送の送信所の総称。
なお、正式な放送局名は、NHK熊本ラジオ第1放送で「清水ラジオ放送所」、NHKラジオ第2放送で「大津ラジオ放送所」、RKK熊本放送で「熊本ラジオ送信所」であるが、本項では便宜上、「熊本ラジオ放送所」として記述していく。

## 概要
- 1928年に九州で最初の本放送の電波を送信した放送所である。
- 1972年12月13日にNHKラジオ第2放送の放送所が大津町に移転。この時に全世界的な第1次中波再編により、札幌（江別ラジオ放送所）、秋田（秋田ラジオ送信所）、東京（菖蒲久喜ラジオ放送所）とともに、日本国内の中波ラジオ放送としては最大出力の500kWに出力が引き上げられた。そうしたことからこの1局だけで、有明海沿岸地域など九州地方のほぼ全域に放送を送ることができる[1]。

## 送信設備
| 周波数  | 放送局名     | 呼出符号 | 空中線 電力 | 放送対象地域 | 放送区域 内世帯数 |
| ------- | ------------ | -------- | ----------- | ------------ | ----------------- |
| 756kHz  | NHK熊本 第1  | JOGK     | 音声10kW    | 熊本県       | 約150万世帯       |
| 873kHz  | NHK熊本 第2  | JOGB     | 音声500kW   | 全国         | 約270万世帯       |
| 1197kHz | RKK 熊本放送 | JOBF     | 音声D10kW   | 熊本県       | 約-世帯           |

## 所在地
- NHKラジオ第1：熊本県熊本市北区清水東町12-42
- NHKラジオ第2：熊本県菊池郡大津町杉水2913
- RKK熊本放送：熊本県合志市大字上生字積雪466-5